# 584
Évszázadok: 5. század – 6. század – 7. század
Évtizedek: 530-as évek – 540-es évek – 550-es évek – 560-as évek – 570-es évek – 580-as évek – 590-es évek – 600-as évek – 610-es évek – 620-as évek – 630-as évek
Évek: 579 – 580 – 581 – 582 –  583 – 584 – 585 – 586 – 587 – 588 – 589

## Események

### Bizánci Birodalom
- Az avarok és szlávok az egész Balkánt dúlják, kifosztják Athént és Korinthoszt, már Konstantinápoly falait veszélyeztetik. Maurikiosz császár békét köt Baján avar kagánnal és kifizeti neki a korábban követelt évi 100 ezer aranyas adót. Az avarok visszavonulnak, de a szlávokat nem köti a szerződés, tovább fosztogatnak és tömegesen települnek be a Balkánra.
- Maurikiosz császár a bizánci fennhatóság alatt maradt itáliai területekből megszervezi a Ravennai Exarchátust.
- A bizánciak elfogják az arab Gasszánidák királyát, al-Numant, aki azután fordult a korábbi szövetségese, Konstantinápoly ellen, miután letartóztatták apját, III. al-Mundirt. A Gasszánida királyság ezután szétesik, laza törzsszövetség váltja fel.

### Európa
- I. Chilperic neustriai (a Frank Birodalom nyugati fele) királynak és feleségének, Fredegundnak fia születik; miután korábban egy vérhasjárvány elvitte gyerekeik nagy részét, az újszülött Chlothar az egyetlen fiuk.
- Szeptemberben Chilpericet egy vadászatról visszatérőben ismeretlen merénylők meggyilkolják. Fredegund Chlothart kiáltja ki királynak és a birodalomban kitört káosz miatt sógorától, Guntram burgundiai királytól kér segítséget. Guntram örökbe fogadja Clothart és átveszi Neustria kormányzását.
- Chilperic lánya, Rigunth Hispániába indul, hogy feleségül menjen Liuvigild vizigót király fiához, Reccaredhez. Apja halálának híre útközben éri, mire kísérői elrabolják tőle rendkívül gazdag hozományát. Rigunth Toulouse-ba menekül, ahol Desiderius aquitániai herceg elveszi tőle kincsei maradékát, őt pedig őrizetbe véteti. Mikor Leunardus, Riguth domesticusa megviszi Fredegundnak a lányával történtek hírét, az haragjában a templom közepén láncoltatja meg és vereti össze Leunardust, majd a kíséret többi tagjával együtt tömlöcbe téteti.
- Konstantinápolyból Dél-Franciaországba érkezik Gundovald, aki I. Chlothar király törvénytelen fiának mondja magát és Aquitánia királyává nyilvánítja magát. Számos követőt szerez, annak ellenére, hogy Chlothar még életében tagadta hogy a fia lenne.
- A frankok betörnek Itáliába, amelyet nagyrészt longobárd kiskirályok tartanak uralmuk alatt. A megrettent longobárdok tízéves interregnum után korábbi királyuk fiát, Autharit választják uralkodójukul, aki kiűzi a frankokat.
- Liuvigild vizigót király hosszas ostrom után elfoglalja lázadó fiának, Hermenegildnek a székhelyét, Sevillát. Hermenegildet Tarragonába száműzi, annak felesége, Ingund pedig Konstantinápolyba menekül, de útközben Karthágóban meghal.
- Az ibériai szvébek kiskorú királyát, Eboricot anyja második férje, Audeca megfosztja trónjától és kolostorba küldi.
- A britonok a fethanleighi csatában legyőzik Ceawlin wessexi királyt, aki bosszúból feldúlja a környéket.

### Kína
- Ven, a Szuj-dinasztia császára csatornát építtet a sekély és homokpadokkal teleszórt Vej-folyó mellett, hogy megkönnyítse fővárosa, Tahszing élelmiszerrel való ellátását.

## Születések
- II. Clothar, frank király

## Halálozások
- I. Chilperic, frank király
- Ingund, Hermenegild vizigót herceg felesége
- Szent Mór, Szt. Benedek tanítványa, szerzetes

## Fordítás
- Ez a szócikk részben vagy egészben  a(z)   584 című angol Wikipédia-szócikk ezen változatának fordításán alapul.  Az eredeti cikk szerkesztőit annak laptörténete sorolja fel. Ez a jelzés csupán a megfogalmazás eredetét és a szerzői jogokat jelzi, nem szolgál a cikkben szereplő információk forrásmegjelöléseként.